# Schwalefeld
Schwalefeld is een plaats in de Duitse gemeente Willingen (Upland), deelstaat Hessen, en telt 900 inwoners (09-09-2007).